# Liste der Länderspiele der bolivianischen Futsalnationalmannschaft
Die Auswahl aus Bolivien nahm 2000 erstmals an einen Futsalturnier teil und konnte respektable Ergebnisse erzielen. Für eine Teilnahme an der Futsal-Weltmeisterschaft reichte es bisher nicht.
| Nr. | Datum      | Ergebnis | Gegner      | Austragungsort | Anlass                                   | Bemerkung                        |
| --- | ---------- | -------- | ----------- | -------------- | ---------------------------------------- | -------------------------------- |
| 01  | 30.04.2000 | 2:6      | Brasilien   | Foz do Iguaçu  | CONMEBOL Futsal Championship Gruppe A    | 1. Länderspiel gegen Brasilien   |
| 02  | 02.05.2000 | 8:4      | Peru        | Foz do Iguaçu  | CONMEBOL Futsal Championship Gruppe A    | 1. Länderspiel gegen Peru        |
| 03  | 06.05.2000 | 1:3      | Brasilien   | Foz do Iguaçu  | CONMEBOL Futsal Championship Halbfinale  |                                  |
| 04  | 07.05.2000 | 2:4      | Uruguay     | Foz do Iguaçu  | CONMEBOL Futsal Championship Platz 3./4. | 1. Länderspiel gegen Uruguay     |
| 05  | 06.08.2002 | 1:6      | Brasilien   | Rio de Janeiro | VII Odesur Games                         |                                  |
| 06  | 07.08.2002 | 5:2      | Ecuador     | Rio de Janeiro | VII Odesur Games                         | 1. Länderspiel gegen Ecuador     |
| 07  | 08.08.2002 | 3:5      | Paraguay    | Rio de Janeiro | VII Odesur Games                         | 1. Länderspiel gegen Paraguay    |
| 08  | 09.08.2002 | 6:6      | Uruguay     | Rio de Janeiro | VII Odesur Games                         |                                  |
| 09  | 10.08.2002 | 1:2      | Argentinien | Rio de Janeiro | VII Odesur Games                         | 1. Länderspiel gegen Argentinien |
| 10  | 11.08.2002 | 4:2      | Paraguay    | Rio de Janeiro | VII Odesur Games Platz 3./4.             |                                  |
| 11  | 26.08.2003 | 2:5      | Kolumbien   | Asunción       | Futsal Copa America Gruppe A             | 1. Länderspiel gegen Kolumbien   |
| 12  | 27.08.2003 | 3:10     | Brasilien   | Asunción       | Futsal Copa America Gruppe A             |                                  |
| 13  | 13.11.2006 | 3:2      | Uruguay     | Mar del Plata  | VIII Odesur Games Gruppe B               |                                  |
| 14  | 14.11.2006 | 7:4      | Venezuela   | Mar del Plata  | VIII Odesur Games Gruppe B               | 1. Länderspiel gegen Venezuela   |
| 15  | 15.11.2006 | 2:5      | Ecuador     | Mar del Plata  | VIII Odesur Games Gruppe B               |                                  |
| 16  | 16.11.2006 | 1:5      | Brasilien   | Mar del Plata  | VIII Odesur Games Gruppe B               |                                  |
| 17  | 23.06.2008 | 0:6      | Paraguay    | Canelones      | Futsal Copa America Gruppe B             |                                  |
| 18  | 24.06.2008 | 4:4      | Peru        | Canelones      | Futsal Copa America Gruppe B             |                                  |
| 19  | 15.11.2009 | 2:2      | Venezuela   | Sucre          | Futsal Juegos Bolivarianos               |                                  |
| 20  | 17.11.2009 | 2:1      | Ecuador     | Sucre          | Futsal Juegos Bolivarianos               |                                  |
| 21  | 19.11.2009 | 1:2      | Kolumbien   | Sucre          | Futsal Juegos Bolivarianos               |                                  |
| 22  | 20.03.2010 | 0:6      | Brasilien   | Bello          | IX Odesur Games Gruppe B                 |                                  |
| 23  | 21.03.2010 | 3:10     | Uruguay     | Bello          | IX Odesur Games Gruppe B                 |                                  |
| 24  | 22.03.2010 | 4:6      | Ecuador     | Bello          | IX Odesur Games Gruppe B                 |                                  |
| 25  | 24.03.2010 | 12:4     | Chile       | Bello          | IX Odesur Games Platz 5 – 7              | 1. Länderspiel gegen Chile       |
| 26  | 26.03.2010 | 4:2      | Ecuador     | Bello          | XI Odesur Games Platz 5 – 7              |                                  |
| 27  | 11.09.2011 | 0:2      | Kolumbien   | Buenos Aires   | Futsal Copa America                      |                                  |
| 28  | 12.09.2011 | 2:3      | Paraguay    | Buenos Aires   | Futsal Copa America                      |                                  |
| 29  | 14.09.2011 | 1:2      | Venezuela   | Buenos Aires   | Futsal Copa America                      |                                  |
| 30  | 15.04.2012 | 1:15     | Brasilien   | Gramado        | FIFA Futsal World Cup Qualifikation      | Höchste Länderspielniederlage    |
| 31  | 16.04.2012 | 2:6      | Argentinien | Gramado        | FIFA Futsal World Cup Qualifikation      |                                  |
| 32  | 18.04.2012 | 0:7      | Chile       | Gramado        | FIFA Futsal World Cup Qualifikation      |                                  |
| 33  | 19.04.2012 | 3:5      | Peru        | Gramado        | FIFA Futsal World Cup Qualifikation      |                                  |
| 34  | 21.04.2012 | 5:4      | Ecuador     | Gramado        | FIFA Futsal World Cup Qualifikation      |                                  |
| 35  | 21.11.2013 | 2:3      | Ecuador     | Trujillo       | Futsal Juegos Bolivarianos               |                                  |
| 36  | 22.11.2013 | 1:9      | Peru        | Trujillo       | Futsal Juegos Bolivarianos               |                                  |
| 37  | 25.11.2013 | 3:4      | Venezuela   | Trujillo       | Futsal Juegos Bolivarianos               |                                  |
| 38  | 06.02.2016 | 2:2      | Uruguay     | Asunción       | FIFA Futsal World Cup Qualifikation      |                                  |
| 39  | 08.02.2016 | 3:3      | Chile       | Asunción       | FIFA Futsal World Cup Qualifikation      |                                  |
| 40  | 09.02.2016 | 1:4      | Kolumbien   | Asunción       | FIFA Futsal World Cup Qualifikation      |                                  |
| 41  | 10.02.2016 | 0:11     | Argentinien | Asunción       | FIFA Futsal World Cup Qualifikation      |                                  |
| 42  | 12.02.2016 | 3:1      | Ecuador     | Asunción       | FIFA Futsal World Cup Qualifikation      |                                  |